# Roberto Cicutto
Roberto Cicutto (Venezia, 9 maggio 1948) è un produttore cinematografico italiano.

## Biografia
Nasce a Venezia dove consegue la maturità classica al liceo Marco Polo.
Nel 1978 fonda la società di produzione cinematografica AURA film, con cui vince il Leone d'oro a Venezia per la pellicola La leggenda del santo bevitore diretto da Ermanno Olmi. Nel 1984 fonda con Luigi Musini la Mikado Film, casa di distribuzione e produzione cinematografica con cui ha distribuito e prodotto film dei più rappresentativi registi italiani e stranieri. Nel 1997 crea con Nanni Moretti e Angelo Barbagallo la Sacher Distribuzione; è stato inoltre partner di Ermanno Olmi nella società di produzione Cinemaundici.
Nel 1994, in occasione del centenario della nascita del cinema, viene insignito dal Presidente della Repubblica Commendatore con altre personalità del cinema
Nel 2009 è Direttore del Mercato Internazionale del Film.
Per alcuni anni è membro del Consiglio di Ace (Atelier du Cinéma Européen), EFA (Euyropean Film Academy) e del Centro Sperimentale di Cinematografia.
Dal 2009 ricopre la carica di Presidente e Amministratore Delegato di Istituto Luce-Cinecittà srl.
A gennaio 2020 il Ministro dei beni e delle attività culturali e del turismo Dario Franceschini lo nomina presidente della Fondazione la Biennale di Venezia ruolo che ricoprirà dal 29 febbraio 2020 al 20 marzo 2024, data dell'insediamento del nuovo CDA.

## Filmografia
- La ballata di Eva, regia di Francesco Longo (1986)
- La leggenda del santo bevitore, regia di Ermanno Olmi (1988)
- Alambrado, regia Marco Bechis (1991)
- Orlando, regia di Sally Potter (1992)
- Le ali di Katja, regia di Lars Hesselholdt (1999)
- Preferisco il rumore del mare, regia di Mimmo Calopresti (2000)
- Il mestiere delle armi, regia di Ermanno Olmi (2001)
- Lunedì mattina (Lundi matin), regia di Otar Iosseliani (2002)
- Padre e figlio (Otec i syn), regia di Aleksandr Sokurov (2003)
- Cantando dietro i paraventi, regia di Ermanno Olmi (2003)
- Opopomoz, regia di Enzo D'Alò (2003)
- Ho visto le stelle!, regia di Vincenzo Salemme (2003)
- Agata e la tempesta, regia di Silvio Soldini (2004)
- Hotel Rwanda, regia di Terry George (2004)
- Giardini in autunno (Jardins en automne), regia di Otar Iosseliani (2006)
- Centochiodi, regia di Ermanno Olmi (2007)
- La duchessa di Langeais (Ne touchez pas la hache), regia di Jacques Rivette (2007)
- Aspettando il sole, regia di Ago Panini (2008)
- Miracolo a Sant'Anna regia di Spike Lee (2008)
- Questione di punti di vista regia di Jacques Rivette (2009)
- Christine Cristina regia di Stefania Sandrelli (2009)
- La bellezza del somaro, regia di Sergio Castellitto (2010)
- Fuocoammare regia di Gianfranco Rosi (2016)
- Vedete, sono uno di voi regia di Ermanno Olmi (2017)
- La moda proibita - Roberto Capucci e il futuro dell'alta moda regia di Ottavio Rosati (2019)